# Albières
Albières là một xã của Pháp, nằm ở tỉnh Aude trong vùng Occitanie. Người dân địa phương trong tiếng Pháp gọi là Albiérois.

## Hành chính
| Danh sách các xã trưởng                |           |                      |      |         |
| Giai đoạn                              | Giai đoạn | Tên                  | Đảng | Tư cách |
|                                        | 2001      | Marcel Floutie       |      |         |
| 2001                                   | 2014      | Jacques Villefranque |      |         |
| Tất cả các dữ liệu trước đây không rõ. |           |                      |      |         |

## Thông tin nhân khẩu
| Năm | 1962 | 1968 | 1975 | 1982 | 1990 | 1999 | 2004 |
| --- | ---- | ---- | ---- | ---- | ---- | ---- | ---- |
| Dân số | 63   | 76   | 83   | 50   | 62   | 73   | 82   |
| From the year 1968 on: No double counting—residents of multiple communes (e.g. students and military personnel) are counted only once. |      |      |      |      |      |      |      |